# Lady Babushka
A Lady Babushka é uma mulher não identificada presente durante o assassinato de John F. Kennedy em 1963, que pode ter fotografado ou filmado os eventos que ocorreram na Dealey Plaza em Dallas na época em que o presidente Kennedy foi baleado. Seu apelido surgiu do lenço de cabeça do Exército dos EUA que ela usava, que era semelhante aos lenços usados por mulheres russas idosas. Babushka (russo: бабушка) significa literalmente "avó" ou "velha" em russo.
A Lady Babushka foi vista segurando uma câmera por testemunhas oculares e também foi vista em relatos de filmes sobre o assassinato. Ela foi observada parada na grama entre as ruas Elm e Main, parada entre os espectadores em frente ao Dallas County Building, e aparece no filme de Zapruder, bem como nos filmes de Orville Nix, Marie Muchmore, e Mark Bell, 44 minutos e 47 segundos no filme de Bell; embora o tiroteio já tivesse ocorrido e a maioria das testemunhas ao redor dela se protegessem, ela ainda pode ser vista parada com a câmera em seu rosto. Após o tiroteio, ela cruzou a Elm Street e se juntou à multidão que subiu a colina gramada.
Lady Babushka é vista pela última vez em fotografias caminhando para o leste na Elm Street. Nem ela, nem o filme que ela pode ter tirado, foram identificados positivamente. Sua primeira aparição no filme cronologicamente é na calçada em frente ao Dallas County Building, que é visível em uma imagem como estando à direita de Kennedy. Ela teria cruzado a Houston Street e entrado na Dealey Plaza para ser visível nas imagens da Dealey Plaza. Isso pode implicar que as imagens mostram duas mulheres diferentes de aparência semelhante. É plausível que, uma vez que a comitiva passou, ela conseguiu atravessar a rua para pegar uma segunda comitiva passando na Dealey Plaza, onde ela estaria à esquerda de Kennedy.

## Reivindicação de Beverly Oliver
Em 1970, uma mulher chamada Beverly Oliver disse ao pesquisador de conspiração Gary Shaw em uma reunião de avivamento da igreja em Joshua, Texas, que ela era a Lady Babushka. Oliver afirmou que ela filmou o assassinato com um filme Yashica Super-8 e que ela entregou o filme não revelado a dois homens que se identificaram a ela como agentes do FBI. De acordo com Oliver, ela não obteve nenhum recibo dos homens, que lhe disseram que devolveriam o filme a ela em dez dias. Ela não deu continuidade ao inquérito.
Oliver reiterou suas alegações no documentário de 1988 The Men Who Killed Kennedy. De acordo com Vincent Bugliosi, Oliver "nunca provou para a satisfação da maioria das pessoas que ela estava no Dealey Plaza naquele dia". Confrontada com o fato de que a câmera Yashica Super-8 não foi feita até 1969, ela afirmou que recebeu a câmera "experimental" de um amigo e não tinha certeza se o nome do fabricante estava nela. As alegações de Oliver foram a base para uma cena no filme de Oliver Stone de 1991 JFK, em que uma personagem chamada "Beverly" conhece Jim Garrison em uma boate de Dallas. Interpretada por Lolita Davidovich, ela é retratada na versão do diretor usando um lenço na cabeça na Dealey Plaza e falando sobre ter dado o filme que ela filmou para dois homens que alegam ser agentes do FBI.

## Relatório do Comitê Seleto da Câmara sobre Assassinatos
Em março de 1979, o Painel de Evidências Fotográficas do Comitê Seleto da Câmara sobre Assassinatos indicou que não conseguiu localizar nenhum filme atribuído à Lady Babushka. De acordo com seu relatório: "Inicialmente, Robert Groden, um consultor fotográfico do comitê, aconselhou o painel sobre questões fotográficas pertinentes e materiais relacionados. Os investigadores do comitê localizaram muitos dos filmes e fotografias sugeridos, no entanto, alguns itens nunca foram localizados, ou seja, o filme de Lady Babushka, uma fotografia colorida de Norman Similas e o negativo original da fotografia de Betzner."

## Audiências públicas do Conselho de Revisão de Registros de Assassinato
Em 18 de novembro de 1994, o pesquisador de assassinatos Gary Mack testemunhou perante o Conselho de Revisão de Registros de Assassinato que um executivo do escritório da Kodak em Dallas lhe havia dito recentemente que uma mulher de 30 e poucos anos com cabelos castanhos trouxe um filme que supostamente era da cena do assassinato enquanto eles estavam processando o filme de Zapruder. De acordo com Mack, o executivo disse que a mulher explicou aos investigadores federais que já estavam no escritório de processamento de filmes que ela correu da Main Street pela grama até a Elm Street, onde parou e tirou uma foto com algumas pessoas no primeiro plano da limusine presidencial e do Texas School Book Depository.
Mack disse que o executivo da Kodak lhe disse que a foto estava extremamente borrada e "virtualmente inútil" e indicou que a mulher provavelmente foi para casa sem que ninguém registrasse sua identidade. Depois de sugerir que a mulher na história pode ter sido a Lady Babushka, Mack disse ao conselho: "Não acredito que Beverly Oliver seja a Lady Babushka, ou, deixe-me reformular isso, ela certamente poderia ser, mas o resto da história é uma invenção."
Também comparecendo no mesmo dia perante o ARRB como "Beverly Oliver Massegee", Oliver declarou que tinha 17 anos na época do assassinato. Ela disse ao conselho que estava filmando com uma câmera de filme 8 mm "experimental" a aproximadamente 20 a 30 pés (6 a 9 m) de Kennedy quando ele foi baleado e que o filme foi confiscado por um homem que se identificou como um agente do FBI. De acordo com Oliver, ela entregou a câmera porque o homem era uma figura de autoridade e porque ela temia ser pega em posse de maconha. As alegações de Oliver foram abordadas ponto por ponto e desmascaradas pelo pesquisador de teorias da conspiração John McAdams.